# Martti Juhkami
Martti Juhkami est un joueur estonien de volley-ball né le 6 juin 1988 à Rakvere (comté de Viru-Ouest, alors en URSS). Il mesure 1,96 m et joue réceptionneur-attaquant. Il est international estonien.

## Clubs
| Club                 | De        | À         |
| -------------------- | --------- | --------- |
| Aeroc Rakvere        | 2005-2006 | 2008-2009 |
| Tartu Pere Leib      | 2009-2010 | 2011-2012 |
| Selver Tallinn       | 2012-2013 | 2012-2013 |
| TV Bühl              | 2013-2014 | 2013-2014 |
| Hypo Tirol Innsbruck | 2014-2015 | 2014-2015 |
| Rennes Volley 35     | 2015-2016 | 2015-2016 |
| Hypo Tirol Innsbrück | 2016-2017 | 2016-2017 |
| Tourcoing LM         | 2017-2018 | 2018-2019 |
| VfB Friedrichshafen  | 2019-2020 | ...       |

## Palmarès

### Compétitions régionales
- Ligue Schenker (1)
  - Vainqueur : 2012
  - Finaliste : 2010

- Championnat centre-européen (1)
  - Vainqueur : 2015
  - Finaliste : 2017

### Compétitions nationales
- Championnat d'Estonie (2)
  - Vainqueur : 2012, 2013
  - Finaliste : 2011
- Championnat d'Autriche (2)
  - Vainqueur : 2015, 2017
- Coupe de France (1)
  - Vainqueur : 2018